# Bhimkhori
Bhimkhori (nep. भिमखोरी) – gaun wikas samiti w środkowej części Nepalu w strefie Bagmati w dystrykcie Kavrepalanchok. Według nepalskiego spisu powszechnego z 2001 roku liczył on 898 gospodarstw domowych i 5384 mieszkańców (2762 kobiet i 2622 mężczyzn).